# Facatativá
Facatativá, també conegut com a Faca, és un dels 116 municipis del departament de Cundinamarca, Colòmbia, que es troba a 36 km al nord-oest de Bogotà a una altitud de 2.586 msnm. És la capital de la província de Sabana Occident i és coneguda pel seu Parc Arqueològic Nacional "Pedres del Tunjo" (Roques de l'Indi Tunjo) o Pedres de Tunja, un conjunt de grans formacions rocoses que alguna vegada van ser el fons d'un llac.
És la segona ciutat del Departament de Cundinamarca amb major població en la capçalera urbana després de Soacha i la tercera en població total (després de Soacha i Fusagasugá). Forma part de l'àrea metropolitana de Bogotà.
El seu nom prové dels habitants aborígens del lloc, els muisques i el significat més acceptat és el de «tancat al final de la plana», derivat de les arrels «Faca» (tancat, fortalesa, mansió senyorial) i «Tiva» (capitania).

## Història

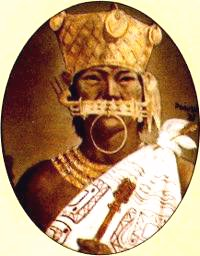
Tisquesusa, últim Zipa de la Nació Muisca.

El municipi de Facatativá va ser un assentament indígena a l'època precolombina, abans de l'arribada dels espanyols. Els habitants d'aquesta regió eren els muisques, pertanyents a la família dels txibtxa. Els muisques van habitar les zones limítrofes al municipi actual, amb menys zones pantanoses. El territori pertanyia al cacicazgo de Bacatá i era un dels principals centres religiosos dels indígenes per les gegantesques pedres presents en la planicie de l'àrea. Aquestes roques representaven pels muisques un misteri, un refugi i lloc de defensa contra els Panches. Existeixen uns túnels subterranis des dels llocs en què vivien les diferents famílies dels muiscques fins a les coves a les roques. Aquests túnels van ser usats com a llocs militarment estratègics i per amagar l'or. El Zipa Tisquesusa va fugir dels espanyols a través d'aquests túnels.

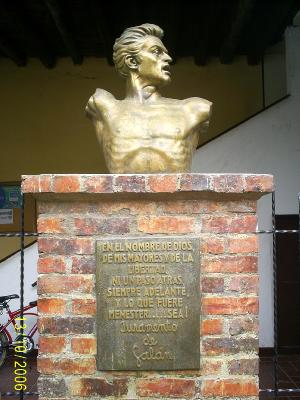
Bust de José Antonio Galán en Guaduas, Cundinamrca.

El 25 de maig de 1781 José Antonio Galán es va dirigir a Facatativá amb la finalitat de detenir a Juan Francisco Gutiérrez de Piñeros i es va enfrontar als homes enviats pel virrei. Aquestes van les primeres actuacions en contra de les autoritats espanyoles. 

## Geografia
El municipi de Facatativá, està situat en l'extrem occidental de la Sabana de Bogotà, a 36 km de la capital, tancant-se en dues ramificacions de la Serralada Oriental, constituïdes pels turons "Aserraderos" i "Santa Helena", dels quals un segueix la direcció d'Occident-Orient, formant el turó de Manjuy (major elevació del municipi) i l'altre direcció Sud-Nord formant els turons de Churrasi, Piedrecitas, entre d'altres, per acabar en el punt de la volta del turó, en el camí que condueix a Subachoque.
Destaquen l'alt de la Tribuna amb una altitud aproximada de 3.000 msnm, situat a l'occident de la Via Albán; l'alt de les Cruces amb 2.700 msnm, situat al sud de la Via Anoláima pel Camí ral; el turó Manjuy amb 3.200 msnm.
Facatativá té una àrea total de 158 km², dels quals 6,23 conformen el nucli urbà. El territori actual va formar part d'una gran extensió hídrica i actualment tenen presència aigües subterrànies i aiguamolls.

## Govern i política

Veredas de Facatativa: 1.La Tribuna 2.La Selva 3.San Rafael 4.Mancilla 5.Cuatro Esquinas 6.Tierra Morada 7.Tierra Grata 8.Paso Ancho 9.Moyano 10.Prado 11.Los Manzanos 12.Pueblo Viejo 13.Zona Urbana 14.Corito 15.El Corzo

El municipi està format per 14 veredas i el sector urbà. A Facatativá el govern està encapçalat per l'alcalde i 17 regidors. Aquests 18 membres són triats democràticament per un període de quatre anys. Addicionalment, cada barri i vereda té dret a escollir una junta d'acció comunal de manera popular per un període de dos anys.

### Escut i bandera
L'escut i bandera van ser aprovats per l'acadèmia colombiana d'història el 3 de setembre de 1974.
L'escut té forma espanyola, mig partit i tallat, ostenta per timbre una corona emmurallada i per divisa en la seva part inferior en una cinta el nom de la ciutat de Facatativá. En la caserna esquerra el cap d'un indi en el seu color natural i a l'esquerra un casc en plata, amb plomalls en or i gules, sobreposat a dues llances en plata. En el camp inferior el tancat dels Zipas sota un cel blau. L'escut també detalla els colors de la bandera, verda i vermell, usant-los com a fons en les casernes superiors.
La bandera consta d'un pendó de tres franges verticals d'igual dimensió, gules (vermella) la del centre i sinople (verd) les dels extrems. El verd de la bandera representa les terres fèrtils i el vermell la sang indígena i dels herois del municipi.
Des del 2012, a la ciutat se celebra una trobada d'escriptors colombians relacionats amb les cultures indígenes.

## Parc Arqueològic Nacional de Facatativá
La Fortalesa dels Zipas, que alhora era un lloc d'esbarjo, va ser erigida en monument nacional amb el nom de Parc Arqueològic Nacional de Facatativá el 1946 sent ministre d'educació Germán Arciniegas. El parc té una extensió de 74 hectàrees. L'antropòleg Julio Cessar Cubillos afirma que antigament va ser un llac glacial i que les roques jeuen lluny de la taula original enfonsades i, van ser col·locades més enllà i apilades per l'acció de les ones i el transport de les sedimentació del llac.
Popularment és anomenat Pedres de Tunja, nom que li va ser donat al lloc per deformació del vocable Hunza (seu del govern muisca), Un altr versió de l'origen del nom diu que es deu a la inspiració "Roca de Tunja" posada en una de les pedres per l'expedició militar de José de Rojas Acosta, que provinent de Tunja va acampar el 1739.
Aquest Parc era propietat privada, utilitzat com a pedrera pels habitatges del poblat i fou recuperat pel president Carlos Holguín que va protegir el lloc. A l'octubre de 1915 es va inaugurar la Galeria de Retrats en el lloc anomenat Teatre. El 1936 l'Acadèmia Nacional d'Història es fa responsable del manteniment del parc. El 1946 el ministre d'educació Germán Arciniegas, va traspassar el parc a l'Institut Etnològic Nacional i l'anomenà Parc Arqueològic Nacional. En la dècada de 1980 la Corporació Autònoma Regional (CAR) de la Sabana en comodat amb l'Administració Municipal es va fer càrrec del parc. L'any 2009 la CAR, lliurament al Ministeri de Cultura el parc arqueològic, i al seu torn, a l'Administració Municipal.

## Galeria

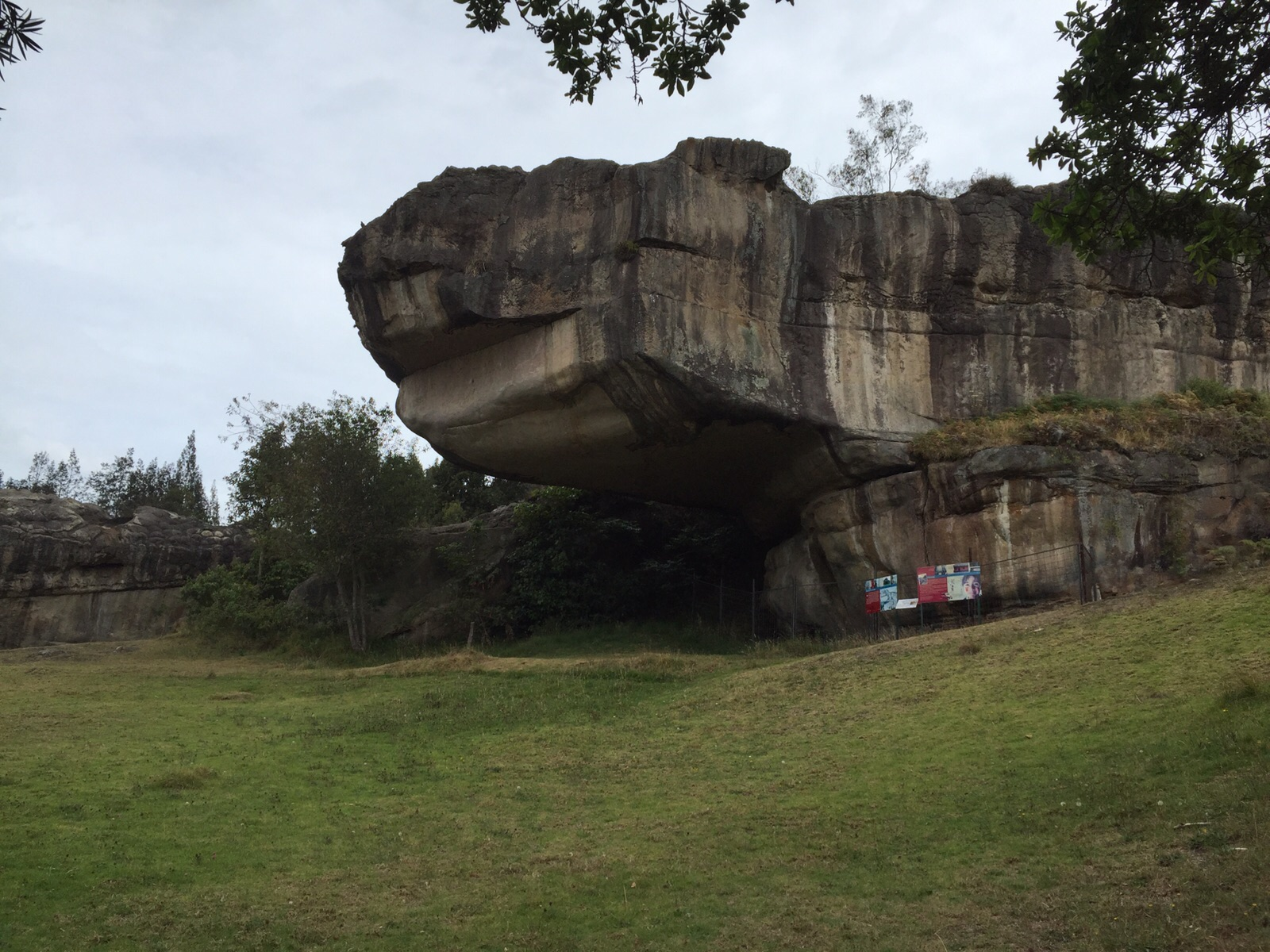
Pedres de Tunja
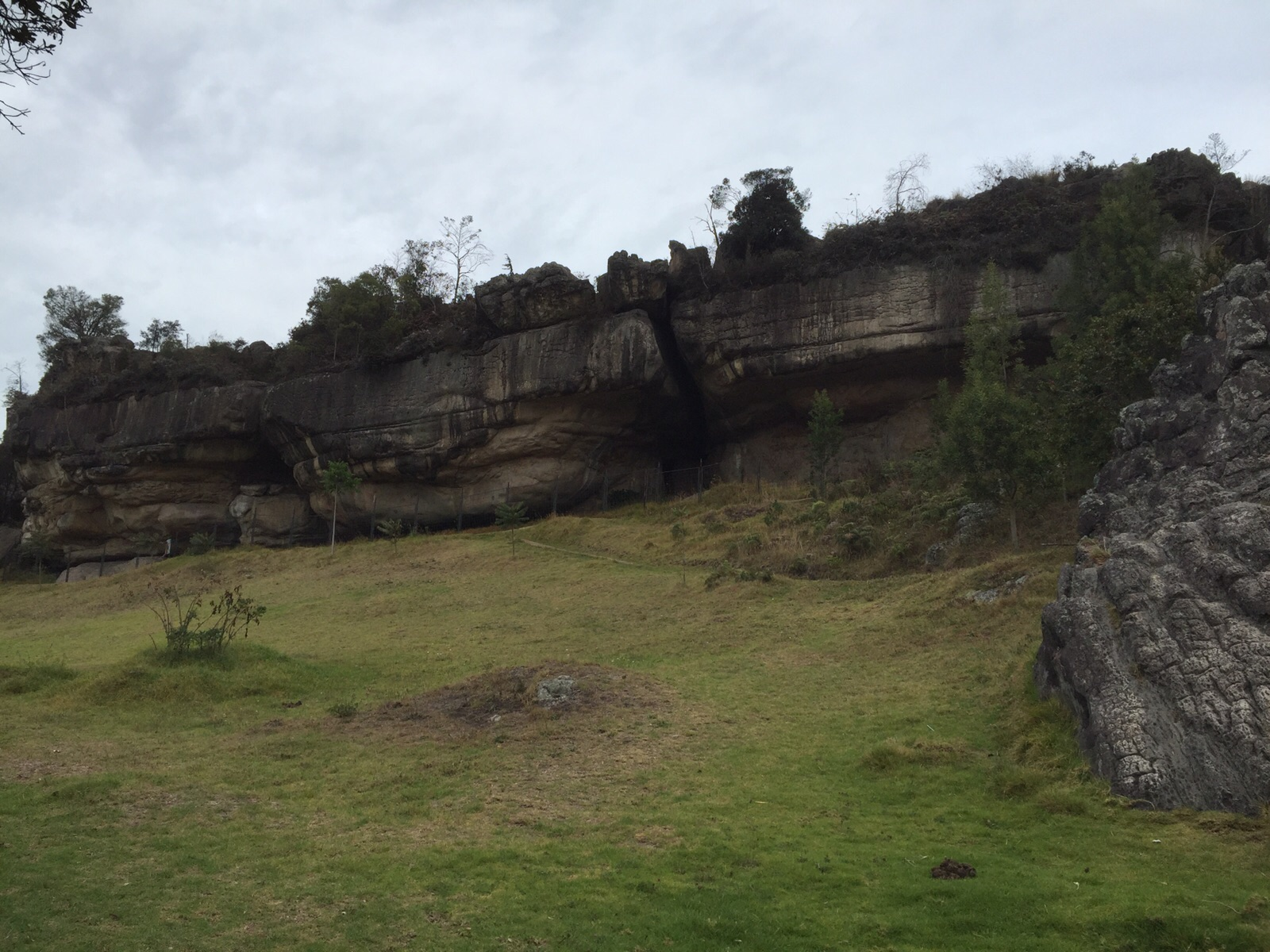
Vista pedres de Tunja
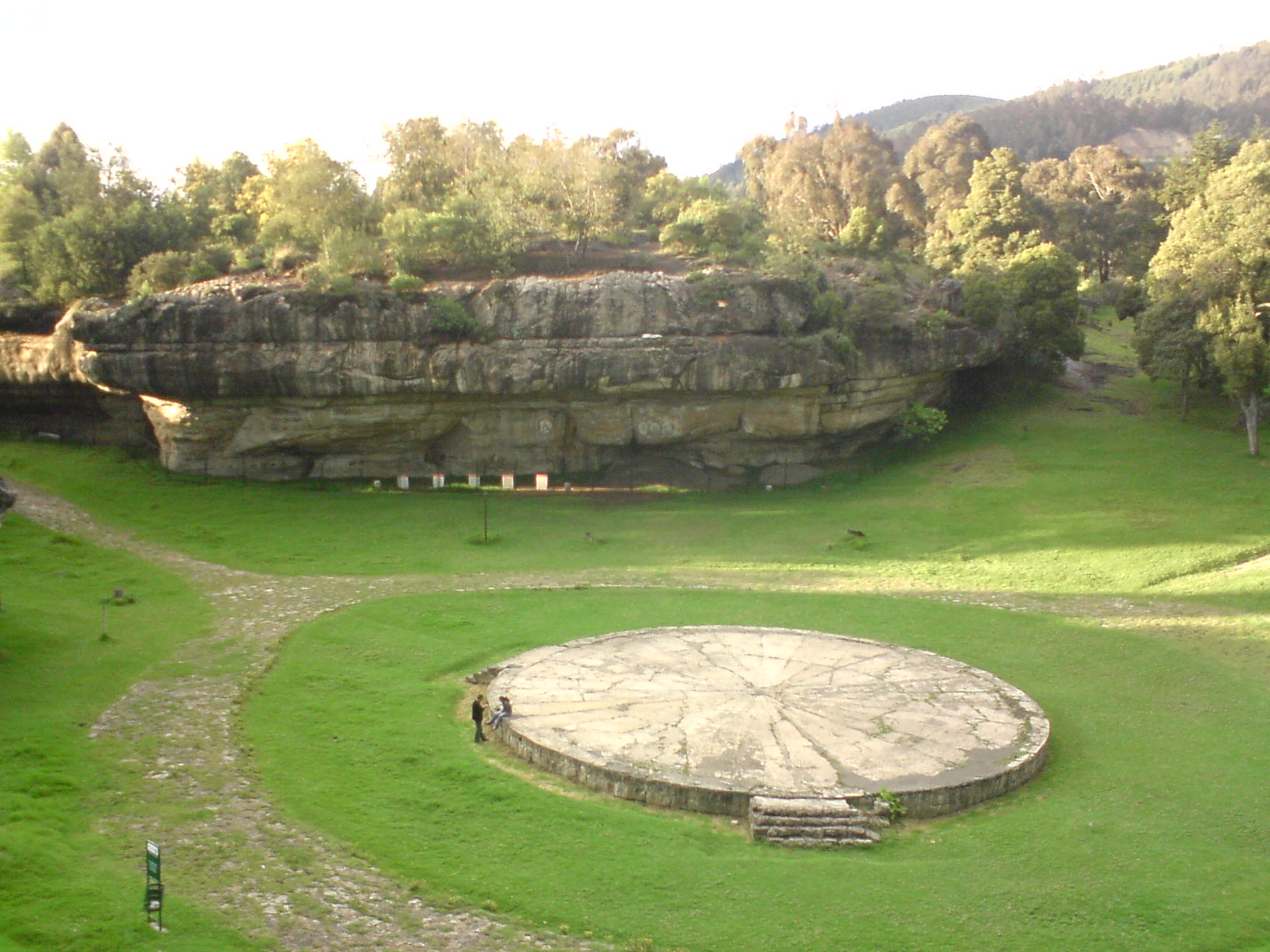
Parc Voltat dels Zipas.
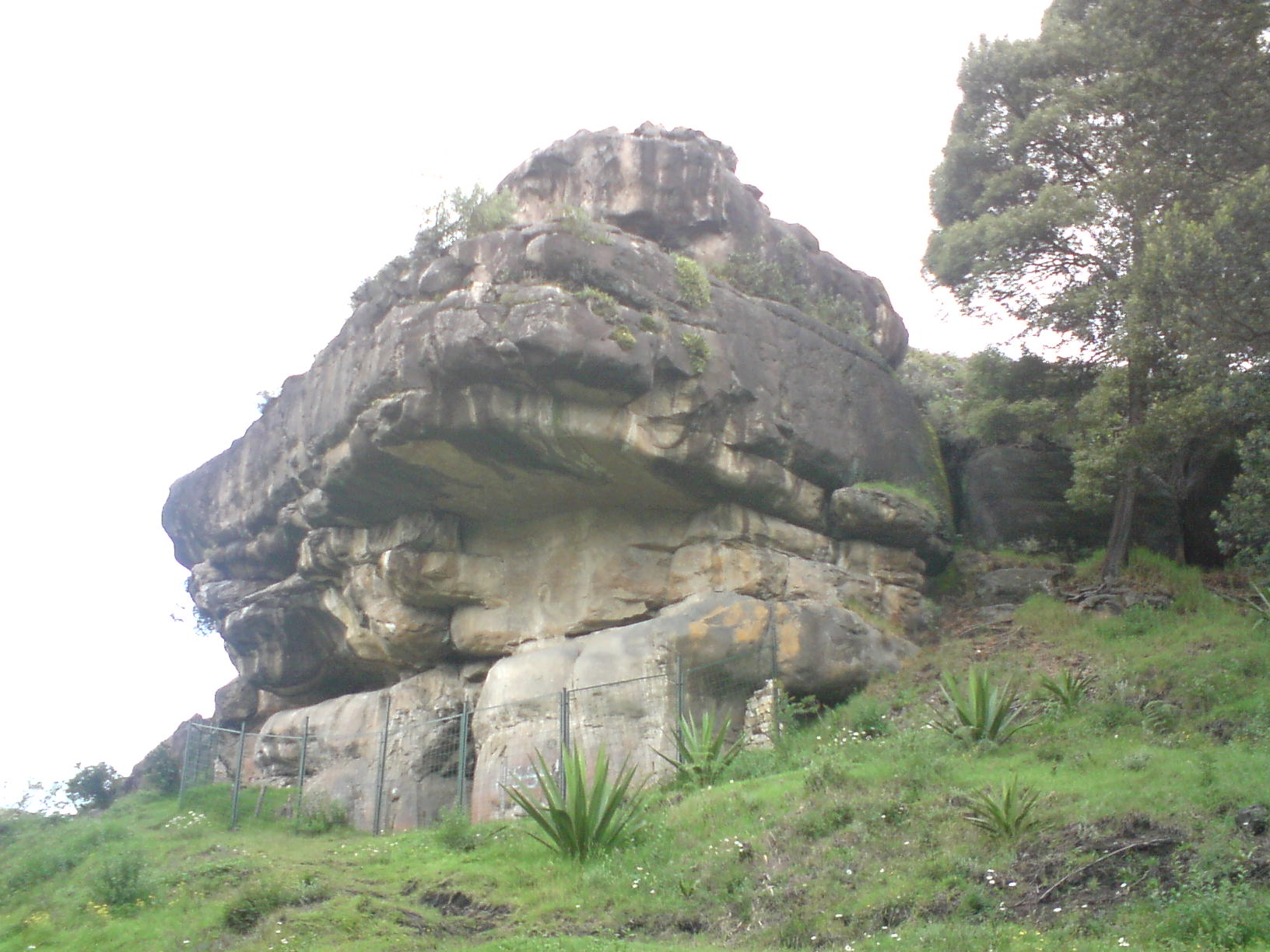
Roca - Voltat dels Zipas en Facatativa, Colòmbia.
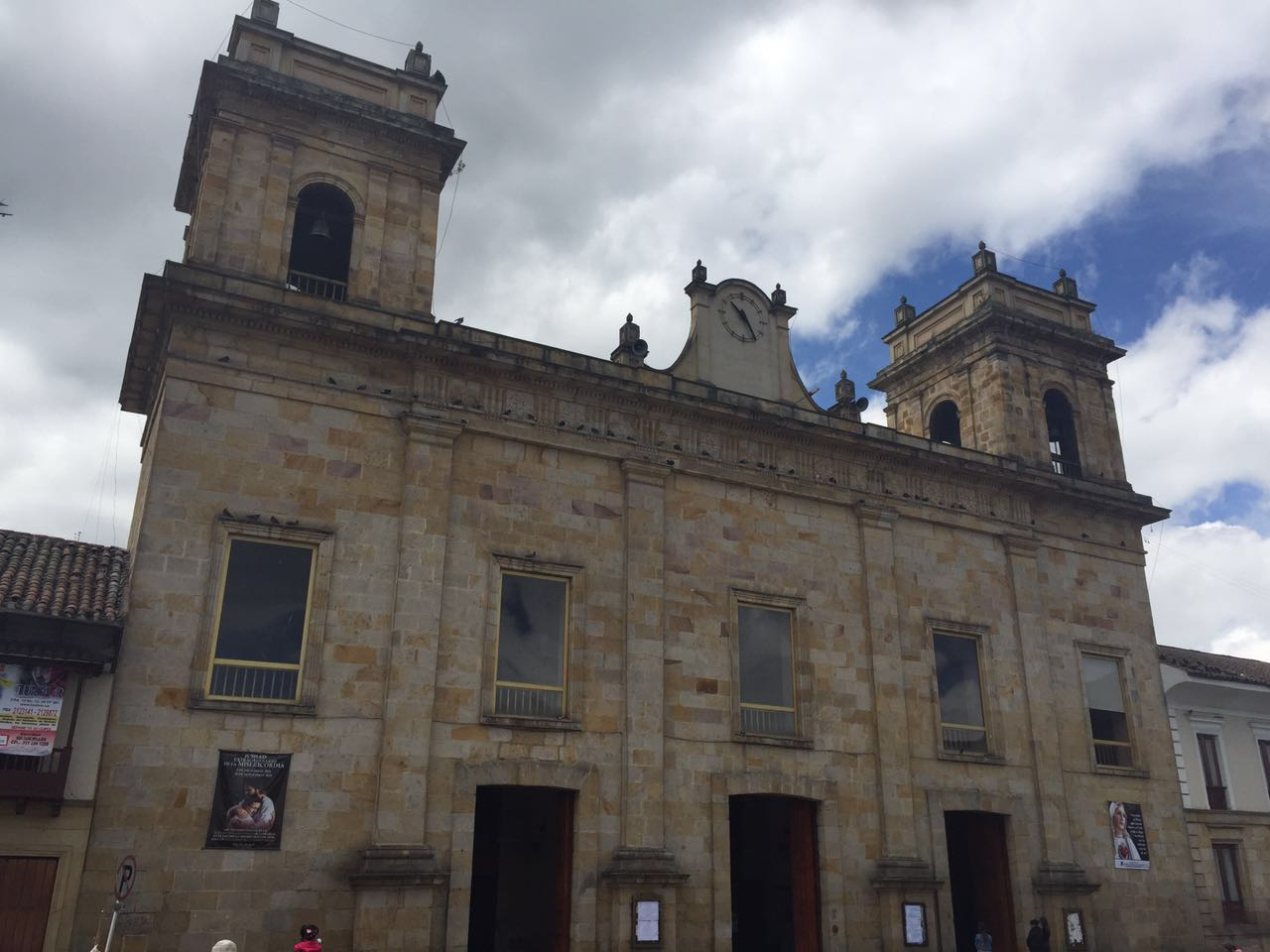
Catedral de Facatativá (2016)